# SUCLG2
SUCLG2 (англ. Succinate-CoA ligase GDP-forming beta subunit) – білок, який кодується однойменним геном, розташованим у людей на короткому плечі 3-ї хромосоми.  Довжина поліпептидного ланцюга білка становить 432 амінокислот, а молекулярна маса — 46 511.
| 10         |  | 20         |  | 30         |  | 40         |  | 50         |
| ---------- |  | ---------- |  | ---------- |  | ---------- |  | ---------- |
| MASPVAAQAG |  | KLLRALALRP |  | RFLAAGSQAV |  | QLTSRRWLNL |  | QEYQSKKLMS |
| DNGVRVQRFF |  | VADTANEALE |  | AAKRLNAKEI |  | VLKAQILAGG |  | RGKGVFNSGL |
| KGGVHLTKDP |  | NVVGQLAKQM |  | IGYNLATKQT |  | PKEGVKVNKV |  | MVAEALDISR |
| ETYLAILMDR |  | SCNGPVLVGS |  | PQGGVDIEEV |  | AASNPELIFK |  | EQIDIFEGIK |
| DSQAQRMAEN |  | LGFVGPLKSQ |  | AADQITKLYN |  | LFLKIDATQV |  | EVNPFGETPE |
| GQVVCFDAKI |  | NFDDNAEFRQ |  | KDIFAMDDKS |  | ENEPIENEAA |  | KYDLKYIGLD |
| GNIACFVNGA |  | GLAMATCDII |  | FLNGGKPANF |  | LDLGGGVKEA |  | QVYQAFKLLT |
| ADPKVEAILV |  | NIFGGIVNCA |  | IIANGITKAC |  | RELELKVPLV |  | VRLEGTNVQE |
| AQKILNNSGL |  | PITSAIDLED |  | AAKKAVASVA |  | KK         |  |            |

A: Аланін

C: Цистеїн

D: Аспарагінова кислота

E: Глутамінова кислота

F: Фенілаланін

G: Гліцин

H: Гістидин

I: Ізолейцин

K: Лізин

L: Лейцин

M: Метіонін

N: Аспарагін

P: Пролін

Q: Глутамін

R: Аргінін

S: Серин

T: Треонін

V: Валін

W: Триптофан

Кодований геном білок за функціями належить до лігаз, фосфопротеїнів. 
Задіяний у таких біологічних процесах як цикл трикарбонових кислот, поліморфізм, ацетиляція, альтернативний сплайсинг. 
Білок має сайт для зв'язування з нуклеотидами, іонами металів, ГТФ, іоном магнію. 
Локалізований у мітохондрії.